# 小行星2257
小行星2257（2257 Kaarina）是一颗围绕太阳公转的小行星。1939年8月18日，海基·阿利科斯基在图尔库发现了此天体。
該小行星以阿利科斯基的女兒凱瑞娜·索伊尼（Kaarina Soini）命名。
这颗小行星的绝对星等为128.3510649245204等。